# Állami Áruház
Az Állami Áruház 1952-ben forgatott magyar zenés, propagandisztikus filmvígjáték Gertler Viktor rendezésében. A korszak óriási közönségsikert aratott  musicalfilmjében a néhány mondatos szerepeket is a legnépszerűbb színészek alakították. 
Bemutatójára 1953. január 22-én került sor, egyszerre több fővárosi filmszínházban. Finnországban 1955. február 4-én mutatták be.

Felújítás: 1961. július

Nyersanyaghossz: 2805 folyóméter

## Cselekmény
Hallgassanak rám, vegyenek egy pár törpét, mer’ nem lesz! Meglátják, itt fogunk állni télvíz idején törpe né’kül!
1952 nyarát írjuk. A háborúból újjáépülő ország Rákosi Mátyás vezetésével halad a sztálini úton a szebb jövő felé, közben azonban meg kell küzdenie a népi demokrácia ellenségeivel, köztük az áruhiányt kihasználó feketézőkkel és az úri világból itt maradt reakciós elemekkel. A néhány éve még magánkézben lévő áruházak már mind állami tulajdonban vannak. Az új idők új kereskedelmi szemléletet, másféle eladási módszereket igényelnének, ami a régi világ itt rekedt befolyásos tagjainak bizony nem tetszik.
A város legszebb áruházába, a Diadal Áruházba (a helyszín az Úttörő Áruház) több hónapos politikai-szakmai továbbképzés után tér vissza a fiatal káder, Kocsis Ferenc. Az áruházat még a régről itt maradt kétszínű igazgató, az új pártvezetésnek hajbókoló, de valójában alvilági kapcsolatokat ápoló, reakciós Dancs Frigyes irányítja, aki Kocsisnak kiemelt irodai állást ajánl, ő azonban ezt nem fogadja el, ezért a női konfekcióosztályra kerül eladónak. Ott hamar észreveszi, hogy az áruház varrodája a rosszul értelmezett takarékosság jegyében Dancs utasítására túl rövidre szabott zakókat és a primitívségig leegyszerűsített női ruhákat gyárt. Emiatt összevitatkozik a ruhatervező kolléganővel, Ilonkával ‒ sőt a megjelenő főszabásszal is, aki dühében az asztalt veri, majd az igazgató elé citálja Kocsist ‒, de a két fiatal hamar szerelemre gyúl egymás iránt.
Az áruházban zajlik az élet: a férfi és női konfekció munkaversenyben van egymással, a hétvégéket pedig a dolgozók a vállalat római-parti lidóján és dunai evezősversenyekkel töltik. A női konfekciót vezető, régivágású Dániel képtelen túltenni magát a múltbeli eladási módszereken; a vásárlóban nem az embert, hanem a bevételt látja: nyáron bundát és hócsizmát tukmál egy gyanútlan asszonyra, egy másikra pedig, aki a kijáratot keresi, pongyolát sóz rá. Kollégája a férfi konfekciót vezető, affektált modorú Klimkó Rezső. Boriska, a női konfekció eladója kettejük között ingadozik ‒ Klimkóval jár túrázni, de a szíve inkább Dánielhez húz.
Az anyagtakarékosság okán kurtára szabott férfizakók és az eladhatatlanul ronda női ruhák miatt Kocsisnak komoly konfliktusa támad Danccsal, aki ezért feljelenti őt a minisztériumban. Feljelentése azonban visszafelé sül el: a minisztériumból az áruházba látogató Iványi elvtársnő próbavásárlást tesz Kocsisnál, s látva az ambiciózus fiatalember tisztességes, haladó hozzáállását, végül azért hívatja be, hogy őt nevezze ki igazgatónak a vevőket selejttel megkárosító Dancs helyére. Dancs ezt látszólag szó nélkül tudomásul veszi, ám a háttérből folytatja aknamunkáját, és ott árt Kocsisnak, ahol csak tud.
Kocsis vezetésével új korszak köszönt az áruházra. Elmagyarázza korábbi főnökének és barátjának, Dánielnek, hogy a vevőben ma már nem a bevételt, hanem a dolgozó embert kell látni. Az áruház negyven éve alkalmazásban álló öreg főkönyvelőjébe, a Dancs által szenilis polgári csökevénynek tartott Glauziusz bácsiba is új lelket önt azzal, hogy a szakmai segítségét kéri, miként lehetne a minőség megtartása mellett leszorítani a termelési költségeket, átszabni az elrontott zakókat és csinosabbá tenni a dísztelen női ruhákat. Miután Boriska is dönt, Klimkó helyett Dánielt választva, minden a legnagyobb rendben lenne, bár az elfoglalt Kocsis egyre kevesebb időt tud szentelni szerelmének, Ilonkának.
Ekkor váratlan fordulat történik: az Amerika Hangja rádió bemondja, hogy másnap bevonják a százforintos bankjegyeket, így azok reggeltől semmire sem használható, értéktelen papírfecnikké válnak. A hír természetesen hamis, az amerikai imperialisták részéről csupán azt a célt szolgálja, hogy vásárlási roham induljon, ezáltal pedig áruhiány és belpolitikai feszültség keletkezzen, ami megingathatja a népi demokratikus rendszert. A rémhírnek felülő, tájékozatlan tömegek megrohanják az üzleteket, hogy egyetlen délután alatt elköltsék az összes százasukat. A magát szegénynek mutató, de valójában komoly összeggel (20 ezer forint készpénzzel) rendelkező, burzsoá Dancs házaspár az áruhiányra apellálva nagyszabású felvásárlási akciót indít rokonaik, barátaik és üzletfeleik bevonásával. A velük kapcsolatban álló „úri alvilág” ugyancsak felvásárlásba kezd.
Az áruházat megrohanják az emberek, a felbolydult tömeg válogatás nélkül mindent összevásárol, a raktárkészlet gyorsan fogy. Kocsis számára két lehetőség van: vagy kiszolgál, kockáztatva, hogy kifogy az áru és napokig üres polcok várják majd a vevőket, vagy egy napra bezárja az áruházat és ezzel politikailag elismeri az átmeneti áruhiányt. Kocsis az előbbi mellett dönt. A tébolyult felvásárlási láz közepette mindent eladnak, Dániel még az évek óta a pincében porosodó kacatokon is túlad. Az áruház készlete a végét járja, Kocsis már majdnem elrendeli a zárást, ám az utolsó pillanatban érkező, áruval megrakott teherautókkal elhárul az áruhiány és az esetleges zavargások veszélye. Kocsisnak igaza volt: bízott a dolgozó népben, a szocialista iparban, a termelő gyárakban. A sok teherautónyi új áru láttán a felvásárlási láz pillanatok alatt véget ér. A szemfüles Dániel árurejtegetésen kapja egyik kollégáját, Toronyit, akiről kiderül, hogy összejátszott az árufelhalmozókkal. Dániel ébersége nyomán Dancs és az egész feketéző társaság lebukik.
Este az áruház tetőteraszán tartják a sok hete tervezett kultúrprogramot. Az amerikai imperialisták bomlasztó akciója a dolgozó nép éberségén meghiúsult, a minisztérium osztályvezetője pedig kiosztja a jól megérdemelt jutalmakat és elismeréseket. Az őrült délután alatt összeveszett Kocsis és Ilonka ismét kibékülnek egymással, majd a tetőterasz szélén, a város panorámája alatt egy csókkal elindulnak közös útjukon a boldog jövő felé.

## Szereplők
- Gábor Miklós – Kocsis Ferenc, az új igazgató (énekhangja: Putnoki Gábor[1])
- Petress Zsuzsa – Bezzegh Ilonka, divattervező
- Latabár Kálmán – Dániel Károly, a konfekcióosztály vezetője, mindent eladni akaró eladó, Boriska rajongója
- Horváth Tivadar – Klimkó Rezső kifinomult, „szübtilis” eladó és osztályvezető, Boriska rajongója
- Turay Ida – Boriska, eladó, akinek Dániel és Klimkó is udvarol
- Feleki Kamill – Glauziusz bácsi, az áruház idős főkönyvelője
- Mányai Lajos – Dancs Frigyes, a reakciós, kétszínű régi igazgató
- Mezey Mária – Dancs felesége
- Buttykay Emmi – Gizike, Dancs titkárnője, híve és bizalmasa
- Pártos Erzsi – Kocsis mama
- Gózon Gyula – Bezzegh bácsi, az áruház portása, Ilonka apja
- Orsolya Erzsi – Bezzegh mama
- Komlós Vilmos – Zalatnai,[1] a szabászműhely asztalcsapkodó vezetője
- Peti Sándor – Sárkány kartárs, a szabászműhely idős dolgozója, az elszabott zakók megmentője
- Tőkés Anna – Iványiné elvtársnő, minisztériumi osztályvezető
- Bárdy György – Máczay Emil, minisztériumi ember, valójában reakciós ügynök, Dancs alvilági összekötője / Amerika Hangja bemondója
- Szendrő József – alvilági feketéző
- Lendvay Lajos – feketéző/áruhalmozó, aki a felvásárlás előtt figyelmeztet, hogy az is fontos, hogy kis helyen tárolható árut vegyenek, illetve a lebukás után ő mondja, hogy „El kell rejteni az árut!”
- Fónay Márta – bundás nő, Dániel „áldozata”
- Andai Béla – a bundás nő (Fónay Márta) férje
- Keleti László – Ede bácsi, a cvikkeres, nagyothalló, feketéző rokon a kerti törpékkel
- Somogyi Nusi ‒ Flóra néni, árufelhalmozó
- Pethes Sándor – Csorvássy (Csorvási) Félix feketéző, Dancsék munkanélküli, éhes rokona, egykori földbirtokos
- Kőváry Gyula – Gyuszi bácsi, feketéző, harácsoló öregúr, akinek fiatal felesége mindent összevásárol, majd a földhöz vág
- Rákosi Mária – Gyuszi bácsi fiatal felesége
- Gordon Zsuzsa – francia nő, aki a levelét Kocsissal akarja lefordíttatni
- Hlatky László – paraszt bácsi (vagy ahogy Dániel szólítja: gazduram) a „kőszáli” porcelángólyával
- Lorán Lenke – a paraszt bácsi fiatal felesége
- Soós Imre – fiatal, türelmetlen vásárló, akinek Glauziusz azt tanácsolja, hogy ha nem akar sorban állni, másnap jöjjön vissza
- Molnár Tibor – szabadnapos melós vásárló, akinek nincs százasa
- Kamarás Gyula ‒ Toronyi, a feketézőkkel összejátszó eladó
- Horváth Teri, Sallai Kornélia – dühös asszonyok a fölöslegesen megvásárolt seprűkkel
- Petrik József – Jóska, árufeltöltő, akit Ilonka „taknyos”-nak nevez
- Pongrácz Imre – sportos jampec, akire Dániel rásózza a szűk zakót
- Egri István – a kakukkos óra („kakukkóra”) vásárlója
- Szentirmay Éva – a vásárlópár női tagja, Margitka, akinek túl drága a 980 Ft-os kabát
- Farkas Antal – kőműves
- Boross Ida – rendőrnő, aki a film elején megbírságolja Dánielt
- Vay Ilus ‒ a Nagycsarnokba bevásárolni induló asszony
- Bartha János – aki a kajakot cipelő Kabos László mellett, evezőlapáttal a vállán elmenve odaszól neki: „Vidd csak, komám...”
- Dénes György – eladó
- Gálcsiki János – eladó, aki megkérdezi: „Mondja, hány lámpás a maga rádiója?”
- Kemény László – az egyik feketéző, áruhalmozó, aki a vendéglőben az előkészületek során megkérdezi: „Pontosan felírtad az összegeket?”
- Romhányi Rudolf – feketéző, aki 10 métert kér a barna szövetből
- Kollár Béla – eladó, aki azt feleli a feketézőnek, aki 10 méter szövetet kér, hogy: „Minek magának annyi? Úgysem hízhat tovább!”
- Orbán Viola – Kocsis mama szomszédasszonya, aki azzal riogatja őt, hogy a Ferit biztos megfúrták
- Deák Sándor – vásárló, akivel kezet fog Kocsis Ferenc és azt mondja neki: „...maguknak mindig lesz áru, ezért felelünk!”
- Rózsahegyi Kálmán – idős vásárló, a „kedves bácsi”, aki Boriska (Turay Ida) azon kérdésére, hogy „Mást nem tetszik?”, azt feleli: „De! Tetszenék nékem, hogyha vagy húsz esztendővel fiatalabb lennék!”
- Dömsödi János – a pincér, aki Csorvássynak nem tud visszaadni a 100-asból
- Berczy Géza – türelmetlen vásárló, aki kiabálva kéri számon az eladót (Kollár Bélát): „Mi az, hogy nincs már?!”

Epizodisták néma szerepben:
- Kabos László – a csónakházban kajakot visz a vállán
- Psota Irén – varrónő abban a jelenetben, amikor az alapanyagot viszik ki a varrodából eladni
- Ráday Imre – eladó
- Csisztay Andor – az első dolgozói megbeszélés jelenetében látható, Kocsis Ferenc irodájában, amikor a hirtelen vásárlói roham hatására arról tanácskoznak, hogy folytassák-e az eladást az áruházban vagy sem
- Károlyi Béla – egyenruhás vásárló a háttérben, amikor Boriska kiszolgálja a „kedves bácsit” (Rózsahegyi Kálmánt)

Továbbá: Ajtay Andor, Bagyinszki János, Ujlaky László, Halmai Imre, Csonka Endre, Gera Zoltán, Homm Pál, Justh Gyula, Tarsoly Elemér, Ujváry Viktória és még sokan mások.

## Helyszínek

Horváth Tivadar, Latabár Kálmán és Turay Ida a Gugger-hegyen

A film egyes jelenetei az azóta bezárt és lebontott Úttörő Áruházban, a Corvinban és a Kálvin téri Városkapu üzletházban készültek.      
A tetőtéri és irodai jeleneteket stúdiókban forgatták. Az áruház tetejéről feltáruló panoráma nem felel meg egyetlen budapesti helyszínnek sem. Az irodából látható utcakép odavetített felvétel.
Az Astoriánál játszódó nyitójelenetben még látható az ELTE mellett a Nemzeti Színház bérpalotájának 1914-ben földszintig visszabontott maradványaiban kialakított üzletsor, amelyet pár év múlva, a metróépítés során tüntettek el végleg.
A Gellért-hegyi jelenetnél kínosan ügyeltek, hogy a bombázásoktól romos budai Vár és a háborúban felrobbantott Erzsébet híd ne látszódjon. A híd pesti pillérének roncsai egy pillanatra mégis láthatók, és feltűnik az azóta rég lebontott ideiglenes Kossuth híd is. A film legvégén a Szabadság-szobor szemlátomást csak  makett; a szög, amelyben látható, nem felel meg a valóságnak.
A dunai evezősverseny jeleneténél megfigyelhető a Szentendre körüli hegyek beépítetlensége.
Boriska és Dániel a Hármashatár-hegy oldalában (a mai siklóernyős starthelyen) kapaszkodik fel, majd a Gugger-hegyi Árpád-kilátó teraszán pihennek meg (szakítás Rezsőkével). Akkoriban még ezeknek a hegyeknek a környéke is alig beépített, idilli táj volt.
Kocsis a francia nővel a Margit-szigeti kaszinó előtt találkozik, itt toppan eléjük Ilonka, de a félreértést már a Japánkert aranyhalas tavánál tisztázzák.

## Érdekességek
- Kocsis szerepére többek között Benkő Gyula, Ilonkáéra Zentai Anna, Rezsőkéére pedig Rátonyi Róbert is pályázott.
- Ebben a filmben hangzik el Feleki Kamill éneke kisunokájához, ami „Glauziusz bácsi dala” néven vált ismertté („Én mások előtt hajlongtam sokat...”).[2][3] A 65 éves, de legalább 70-nek tűnő Glauziusz bácsit alakító Feleki a forgatás idején még 45 éves sem volt.
- Dancs figuráját karikírozza Mézga Géza hivatali főnöke a Mézga-sorozatban. Különösen szembeötlő és komikus a Dancshoz való hasonlóság (az igazgató karaktere, arroganciája, látszólagos meghunyászkodása, Gizike nevű titkárnője...) a rajzfilmsorozat „Akerkiter” című részében.
- A hangosbeszélőt, aki a film elején az Astoria Szálló erkélyéről irányítja a gyalogosokat, a forgatás kedvéért állították oda. A valóságban nem volt ilyen.
- Amikor a „kifosztott” áruház előtt Glauziusz várja a teherautókat, a kirakat láthatóan tele van áruval. Tudnivaló azonban, hogy a pártállam idején a kirakatokban áruhiány idején is kellett árunak lennie, amit ‒ főleg ha kurrens slágercikkről vagy nyugati importtermékről volt szó ‒ a legritkább esetben vettek be a vásárlók kedvéért.

## A százforintosok bevonásáról
A filmben az Amerika Hangja rádió bemondta, hogy másnap bevonják a százforintos bankjegyeket, így azok értéküket vesztik. Ez persze csak rémhírnek bizonyult, mégis kitört az általános felvásárlási láz, mindenki rohant elkölteni a százforintosait. A film dramaturgiája arra épült, hogy a háború utáni újjáépítés nehézségeivel küzdő, kisemmizett országban az ilyen tömeghisztéria valóban előidézhetett volna áruhiányt vagy akár politikai feszültséget ‒ ahogy egy rémhíren alapuló bankpánik ma is bankokat juttathat csődbe.
A váratlan pénzkivonás, pénzcsere, alacsonyabb értéken való felülbélyegzés egyáltalán nem volt példa nélküli a keleti blokkban, bár ez pont Magyarországon nem történt meg. Az ilyen, titokban előkészített, gyors és váratlan pénzcserék célja a felhalmozott vagyonok megsemmisítése (tulajdonképpeni vagyondézsma), illetve a sokszor krónikus áruhiány enyhítése volt, a ‒ filmben is megjelenített ‒ hivatalos propaganda szerint pedig „a reakciós erők és a feketegazdaság elleni harc”, illetve „a pénzforgalom észszerűsítése”. Ilyen pénzcsere történt Romániában 1952 elején, Csehszlovákiában 1953 nyarán, a Szovjetunióban 1947-ben, 1961-ben és 1991-ben, Jugoszláviában 1966 elején, Bulgáriában 1952-ben és 1962-ben, Albániában 1965-ben, Lengyelországban 1950-ben, de ide sorolható a 2009-es észak-koreai pénzreform is. Míg a demokratikus piacgazdaságokban jellemzően egy jelentős vagy hosszas infláció után elszaporodó nullák levágása (redenomináció) volt a pénzcserék célja ‒ mint az 1946-os magyarországi vagy részben a ’47-es romániai pénzreform ‒, melyet a közönség alapos tájékoztatása előzött meg, addig például a filmkorabeli ’52-es román és ’53-as csehszlovák pénzcsere a legnagyobb titokban lett előkészítve: a bankjegyeket és érméket a kiszivárgás elkerülése érdekében a Szovjetunióban (a moszkvai pénzjegynyomdában és a leningrádi pénzverdében) gyártatták le. Csehszlovákiában mégis kiszivárgott a pénzcsere híre, a felizgatott lakosságot Zápotocký elnök rádióbeszédben nyugtatgatta a hírek hamis voltáról, majd másnap szó nélkül végrehajtották a pénzcserét. A felsorolt pénzcserék során az átváltási ráta jellemzően 1:10-hez (ritkán 1:100-hoz) volt, amit nem feltétlenük indokol a „nullavágás”. A nagyobb összegeket, címleteket egyáltalán nem vagy csak korlátozottan, illetve rosszabb árfolyamon váltották be új pénzre, a vagyonfelhalmozásra alkalmatlan, csekély értékű érméket viszont jóformán nem is érintette a pénzreform.

## A korszak kereskedelméről
A legfontosabb koncentrált kiskereskedelmi egységek akkoriban ‒ a piacokat, vásárcsarnokokat leszámítva ‒ a nagyáruházak voltak, nemcsak nálunk, hanem a fejlett világban mindenütt. Ezek jelentősen eltértek a mai bevásárlóközpontoktól, plázáktól, hipermarketektől, amelyek napjainkra szinte teljesen kiszorították őket. Az egykori híres budapesti nagyáruházak közé tartozott a Corvin, a Lottó, majd később a Skála, valamint a filmben is szereplő Úttörő és Újpesti Áruház. Ezek ‒ eltérően a plázák egymástól függetlenül működő, önálló elszámolású és tulajdonosi hátterű üzleteitől ‒ egy gazdasági egységként üzemeltek (leszámítva pl. a szerződéses fényképészetet vagy a Vendéglátóipari Vállalat által működtetett büféket). Különféle osztályok (pl. férfi- és női ruha, cipő, rövidáru, lakástextil, bútor, műszaki, játék, ajándéktárgy stb.) várták a vevőket, akiknek szakképzett eladók segítettek az áru kiválasztásában, a ruhák felpróbálásában, bemutatták a műszaki cikkek használatát, sőt ki is próbálták azokat. Vásárláskor a vevő blokkot kapott, azzal kellett fizetni az osztály kasszájánál, majd a lebélyegzett blokk ellenében vehette át a becsomagolt árut, illetve rendelhette meg a kiszállítását.
Végig a pártállam idején, de különösen az ötvenes években gyakori volt, hogy bizonyos, hiánycikknek számító, nehezen beszerezhető vagy kurrens termékeket a szigorú tilalom ellenére csak pult alól ‒ ismerősöknek, protekcióval vagy némi kenőpénz ellenében ‒ adtak ki. A hiánycikkek felvásárlását, majd magasabb áron való továbbadását nevezték feketézésnek, amit a törvény szigorúan büntetett. A háború utáni években a nyugati országokban sem volt ismeretlen a hiánygazdálkodásból és a jegyrendszerből eredő felvásárlás, áruhalmozás és feketézés, ami ott is bűncselekménynek minősült.
Az áraknál figyelembe kell venni, hogy az infláció miatt a forint azóta a töredékét éri az akkorinak. Azokban az években a havi átlagfizetés 800 Ft körül volt, így a százforintos vásárlóértéke nagyjából annyinak felelt meg, mint ma 20 ezer forinté. Akkoriban a központi árszabályozás miatt az árrendszer teljesen más volt: az iparcikkek lényegesen drágábbak voltak, míg az élelmiszer, közlekedés, kultúra stb. sokkal olcsóbb, mint manapság.